# Bruce Onobrakpeya
Bruce Onobrakpeya (Agbara-Otor (en), 1932) est un graveur, peintre et sculpteur nigérian.
Figure majeure de la Zaria Art Society au tournant des années 1960 et de l'indépendance du Nigeria, Onobrakpeya se distingue pour avoir inventé de nouvelles techniques de l'estampe, notamment le « relief lino en bronze », l'« accident à l'acide chlorhydrique » et la « plastographie ».

## Biographie

### Jeunesse et formation
Bruce Paul Obomoyema Onobrakpeya naît le 30 août 1932 à Agbara-Otor (en), dans l'État du Delta, dans le Sud du Nigéria. Fils d'un sculpteur urhobo, dont il apprend les rudiments, il est élevé à la fois dans la tradition chrétienne et les croyances traditionnelles de son peuple d'origine, transmises oralement au travers de mythes et légendes.
Sa famille déménage à Benin City, dans l'État d'Edo alors qu'il n'est encore qu'un enfant. Il fréquente la Western Boys High School, où Edward Ivehivboje lui enseigne l'art, entre autres sujets. Il suit également des cours de dessin au British Council Art Club de Benin City. Onobrakpeya est inspiré par les aquarelles d'Emmanuel Erabor. Après avoir quitté le lycée, Onobrakpeya est engagé comme professeur d'art au Western Boys High School de 1953 à 1956. Ensuite, il part pour Ondo, où il enseigne pendant un an à l'Ondo Boys High School.
En octobre 1957, Onobrakpeya est admis au Nigerian College of Arts, Science and Technology, devenu aujourd'hui l'université Ahmadu-Bello de Zaria. Cette expérience marque profondément l'art d'Onobrakpeya : il apprend l'histoire de l'art et à travailler en atelier avec de nombreuses techniques et instruments. Le changement d'environnement naturel marque aussi son œuvre : les estampes qu'il produira reprennent ces paysages beaucoup moins verdoyants et ces bâtiments d'influence architecturale arabique et donc plus bas.
Grâce à une bourse du gouvernement fédéral, il est formé à la tradition occidentale de l'art figuratif. Parallèlement, il commence à expérimenter des formes en relation avec le folklore, les mythes et les légendes nigérians. Une grande partie de son travail utilise des éléments stylistiques et des compositions dérivés de la sculpture traditionnelle africaine et des arts décoratifs,.

### Indépendance du Nigeria et société artistique
Au tournant des années 1960, le Nigeria acquiert son indépendance et avec elle un débat sur l'esthétique nationale. Les intellectuels nigérians — parmi lesquels des écrivains comme Wole Soyinka et Chinua Achebe, le compositeur Akin Euba, et les peintres Uche Okeke et Demas Nwoko (en) — sont éduqués à la pensée occidentale mais demeurent  « intensément conscients » de la contribution des civilisations africaines. Bruce Onobrakpeya est actif dans cette dynamique : il fonde avec d'autres artistes la Zaria Art Society en 1958. Proche des auteurs du Black Orpheus (créé en 1956), il fait partie des membres du Mbari Club (créé en 1961) et cofonde la Society of Nigerian Artists (en 1963).
La Zaria Arts Society (ou Zaria Art School) appelée plus tard les Zaria Rebels), dont il est l'un des premiers diplômés, a été créée le 9 octobre 1958 par un groupe d'étudiants en art de la faculté dirigée par Uche Okeke dans le but de « décoloniser » les arts visuels enseignés par les Européens expatriés. Onobrakpeya a déclaré que l'université lui a donné des compétences techniques mais que la Zaria Arts Society, un groupe de discussion, a façonné ses perspectives en tant qu'artiste professionnel. Elle lui a donné la confiance nécessaire pour rechercher un idiome expressif personnel : il allonge ses figures, ignore la perspective et évoque le surnaturel à travers des décorations ambiguës.

### Innovations dans le domaine de la gravure
Onobrakpeya intègre ensuite une série d'ateliers de gravure à Ibadan, où il apprend la technique de la pointe sèche lors d'un talelier de gravure organisé conjointement par l'université d'Ibadan et le Mbari Club en 1963, à Oshogbo, Ife ainsi qu'à la Haystack Mountain School of Crafts (en), dans le Maine (États-Unis),. Sa production alterne ainsi entre la peinture à l'huile, le dessin, la sérigraphie, la gravure à la pointe sèche, la linogravure et l'eau-forte.
En 1967, il crée une technique de gravure à l'époxyde, qu'il déclare être accidentelle : s'exerçant à l'eau-forte sur des plaques de zinc ou de cuivre, il endommage l'une de ses plaques et essaie de la réparer en utilisant de l'araldite. Imprimant une estampe de cette plaque, il constate un rendu « sculptural » intéressant et continue d'expérimenter à partir de cette technique,. Il explore toujours la possibilité de réutiliser les plaques usées et prépare des plaques en résine (plastocast) à partir de celles-ci, à la manière des moules utilisés en sculpture ; le rendu de ce procédé lui-même (la matrice avant l'impression) peut être considéré comme une œuvre d'art à part entière,.
Onobrakpeya innove aussi en linogravure, réutilisant le faible relief que propose cette technique. Il monte ainsi des plaques de lino sur des panneaux durs ou en contreplaqué et les peint avec des couleurs bronze, ce qui produit « un charme considérable ». Lors d'autres expériences, il utilise plusieurs petits morceaux pour les assembler comme dans un collage pour couvrir de grandes surfaces et que la méthode elle-même est adaptée à la conception de frises ou de grands murs : c'est ainsi qu'il crée le relief en lino bronzé,. Il cherche par ailleurs de nouveaux rendus visuels dans ses linogravures en utilisant des papiers plus délicats et fibreux. Il privilégie pour cela le papier japon, fin et absorbant, ne laissant pas de bords épais et permettant d'imprimer des couleurs plus subtiles.
Sa première exposition personnelle a lieu en 1959 à Ughelli, dans le delta du Niger. Plus tard, il expose aux États-Unis, en Italie, au Zimbabwe, en Allemagne, en Grande-Bretagne et au Kenya notamment.

### Transmission
Onobrakpeya est une force importante dans la renaissance de l'art contemporain au Nigeria. Pendant de nombreuses années, il enseigne au St. Gregory's College (en), à Lagos.
Onobrakpeya crée en 1999 la Fondation Bruce Onobrakpeya, dont il est le président et qui organise l'atelier annuel de l'Harmattan dans sa ville natale d'Agbara Otor, dans l'État du Delta. La fondation est une organisation non gouvernementale dirigée par des artistes qui vise à encourager la croissance de l'art et de la culture en donnant aux artistes la possibilité d'acquérir des compétences, tout en sensibilisant le public à l'art africain et à ses avantages pour la société. La fondation a organisé le Amos Tutuola Show, à Lagos, en 2000. Elle a participé à de nombreux autres salons.

## Œuvre
Son œuvre est d'abord particulièrement influencée par le Delta, son sol rouge et sa végétation foisonnante, mais aussi par Benin City, où il se confronte à d'autres courants culturels, comme les tapisseries yorubas ou les sculptures en bronze de la cour Edo.
Il puise dans ses deux traditions religieuses sa représentation des forces divines : la force de la pureté humaine au travers de la figure du Christ d'un côté et la puissance de la nature de l'autre. L'équilibre entre le naturel et le surnaturel est en effet très prégnant dans la culture africaine.
Bruce Onobrakpeya a apporté des contributions distinctives à l'art contemporain grâce à ses compétences techniques, qui l'ont poussé à innover et expérimenter toute sa carrière,. Il a notamment mis au point le « relief lino en bronze », l'« accident à l'acide chlorhydrique » et la « plastographie » qui utilise des plaques coulées dans du plâtre. Continuant à expérimenter avec cette technique, il recouvre les plaques originales de bronze afin de transformer les moulages en œuvres d'art. Plus tard, il les refond en structures de résine pour créer des installations sculpturales, détournant ainsi l'idée originale de la gravure et réinterprétant les traditions africaines en matière de sanctuaires pour donner à ces lieux rituels de nouvelles significations.
Toutes ces techniques lui ont permis de répondre à une démarche propre à l'artiste qui souhaite combiner de fortes lignes — grâce à des incises plus profondes dans la plaque — à une texture de surface travaillée et remettre en question l'art eurocentré en réinventant ses codes,,.
Il aborde différentes thématiques que l'on peut regrouper en trois catégories principales : activités de la vie quotidienne nigériane ; scènes religieuses ou mythologiques ; sujets plus abstraits accompagnés d'expérimentations sur la matière. La première est celle qui fait sa popularité, étant plus facile à appréhender pour le grand public local ou étranger, et lui apportant la reconnaissance de préserver la culture nigériane,.

### Illustrations
Sélection d'ouvrages illustrés d'œuvres d'Onobrakpeya :
- Cyprian Ekwensi, African Nights Entertainment, 1961.
- Chinua Achebe, No Longer at Ease, 1962.
- Solomon Babalola (en), Iwe Ede Yoruba, 1963.
- Kola Onadipe (en), Sugar Girl, 1964.
- Rosemary Uwemedimo (en), Akpan and the Smugglers, 1964.
- Catholic National Cathechism (Nigeria), 1968.
- Kola Onadipe, Flight from Home, 1970.
- Kola Onadipe, The Magic Land of the Shadows, 1970.
- Onuora Nzekwu (en) et Michael Crowder (en), Eze Goes to School, 1986.
- Daniel O. Fagunwa (en), Forest of A Thousand Daemons, 2013.

## Expositions notables
Sélection d'expositions notables d'estampes d'Onobrakpeya :
- 1959 : première exposition personnelle, Ughelli (Nigeria) ;
- 1960 : exposition collective d'art contemporain nigérian à l'« Independence Exhibition », Lagos (Nigeria) ;
- 1962 : « Art From Africa », Phelp - Stokes Fund, New York (États-Unis) ;
- 1965 : « Commonwealth Exhibition of Art », Cardiff et Londres (Royaume-Uni) ;
- 1967 : Biennale d'illustration de Bratislava (Slovaquie) ;
- 1968 : exposition collective de neuf artistes nigérians qui a tourné à Londres, Moscou (Russie) et Varsovie (Pologne) ;
- 1969 : Foire du livre de jeunesse de Bologne, Bologne (Italie) ;
- 1970 :
  - St. Andrew's School (en), Middletown (États-Unis) ;
  - Université Howard, Washington D.C. (États-Unis) ;
- 1971 : « Commonwealth Art Gallery », Londres (Royaume-Uni) ;
- 1972 :
  - Gallery Watatu, Nairobi (Kenya) ;
  - Newark State College, Newark (États-Unis) ;
  - Art Society of the International Monetary Fund, Washington D.C. (États-Unis) ;
- 1973 :
  - Afro Centrum Gallery, Berlin (Allemagne) ;
  - African Heritage Gallery, Nairobi (Kenya) ;
- 1974 :
  - « Contemporary African Festival », Musée Field, Chicago (États-Unis) ;
  - Musée américain d'histoire naturelle, New York (États-Unis) ;
- 1975 : Bibliothèque Martin Luther King Jr. Memorial, Washington D.C. (États-Unis) ;
- 1976 : Gallery of Litterio Calapai, Glencoe (États-Unis) ;
- 1977 :
  - FESTAC 77, Lagos (Nigeria) ;
  - « The Best of Africa », Toronto (Canada) ;
  - « Saint Paul in Contemporary Art », musées du Vatican (Vatican) ;
- 1978 : Dixième exposition personnelle au Institut Goethe de Lagos (Nigeria).

## Conservation

### Collections publiques
- États-Unis
  - Minneapolis Institute of Arts[16]
  - Musée national d'Art africain, Washington D.C.[17]
- Kenya
  - Musée national de Nairobi
- Nigeria
  - National Gallery of Modern Art (en), Lagos
- Royaume-Uni
  - British Museum, Londres[18]
  - Tate Modern[19]
  - Victoria and Albert Museum, Londres[20]
- Vatican
  - Musées du Vatican (dons du Pape Paul)[15]

### Collections privées
- Collections de la reine Elizabeth II[15]
- Collections du roi du Maroc[1]
- Collections du duc d'Édimbourg[15]
- Collections de la Federal Society for Arts and Humanities (Nigeria)[15]
- Collections du Théâtre National de Lagos[15]
- Collections de l'Université Obafemi-Awolowo[15]
- Collections de l'Université de Lagos[15]
- Collections de l'Université du Nigeria à Nsukka[15]
- Collection « Eda Lord Demarest Memorial African Art » de l'Université de Redlands
- Collections de l'Université de l'Alberta

### Lieux publics
- Peintures murales pour des églises, des universités et des centres culturels nigérians[15], ou encore le bureau du Président du Nigeria (Aso Rock, Abuja) et l'aéroport international Murtala-Muhammed (Ikeja)[1].

## Reconnaissance
« Bruce Onobrakpeya est l'un des artistes les plus accomplis à avoir émergé en Afrique de l'Ouest au cours du XXe siècle. Il exerce une influence continue et prépondérante sur la génération d'artistes nigérians qui ont atteint leur maturité au cours de la période postcoloniale. »

— John Picton.
Il est régulièrement considéré comme le meilleur graveur du Nigeria voire d'Afrique.
- Honorary D. Litt, de l'université d'Ibadan (1989)[22],[4];
- Mention honorable à la Biennale de Venise[14];
- Membre de la Society of Nigerian Artists depuis 2000 ;
- Prix du Pape Jean Paul II pour avoir peint la vie de Saint Paul ;
- Membre du prix de l'Asele Institute ;
- Prix Sadam Hussein ;
- Prix Solidra Circle et prix de l'échange scolaire Fulbright[4]
- Trésor humain vivant de l'UNESCO (2006) ;
- Prix de la Créativité nigériane, décerné par le gouvernement fédéral du Nigeria en 2010 ;
- Honorary Degree of Doctor of Arts (Hon. D. A) de l'université d'État du Delta (en) (2017) ;
- Prix de l'Ordre national nigérian du mérite (en) (2017)[1].